# Cicer canariense
Cicer canariense là một loài thực vật có hoa trong họ Đậu. Loài này được A.Santos & G.P.Lewis miêu tả khoa học đầu tiên.

## Hình ảnh

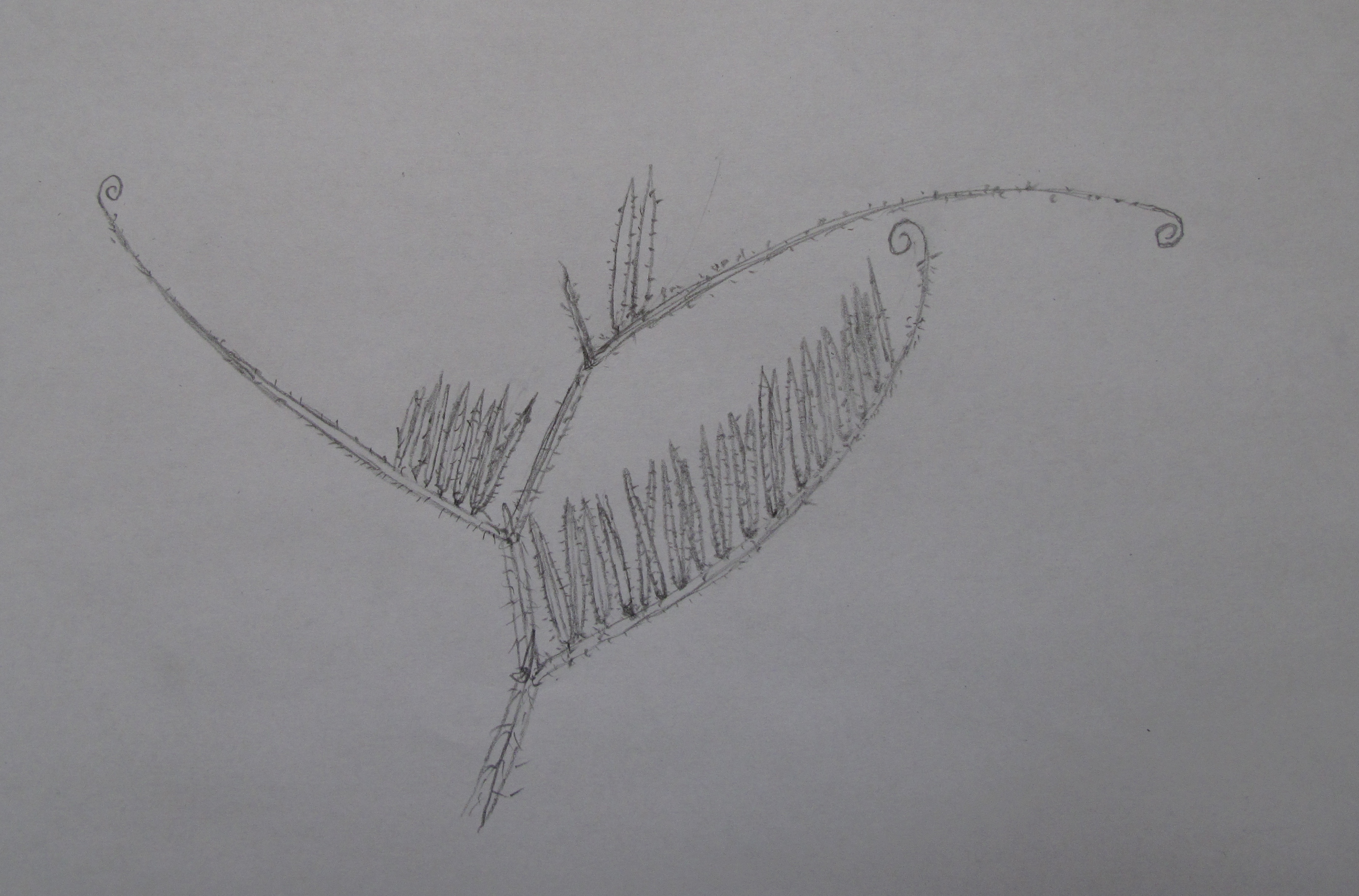
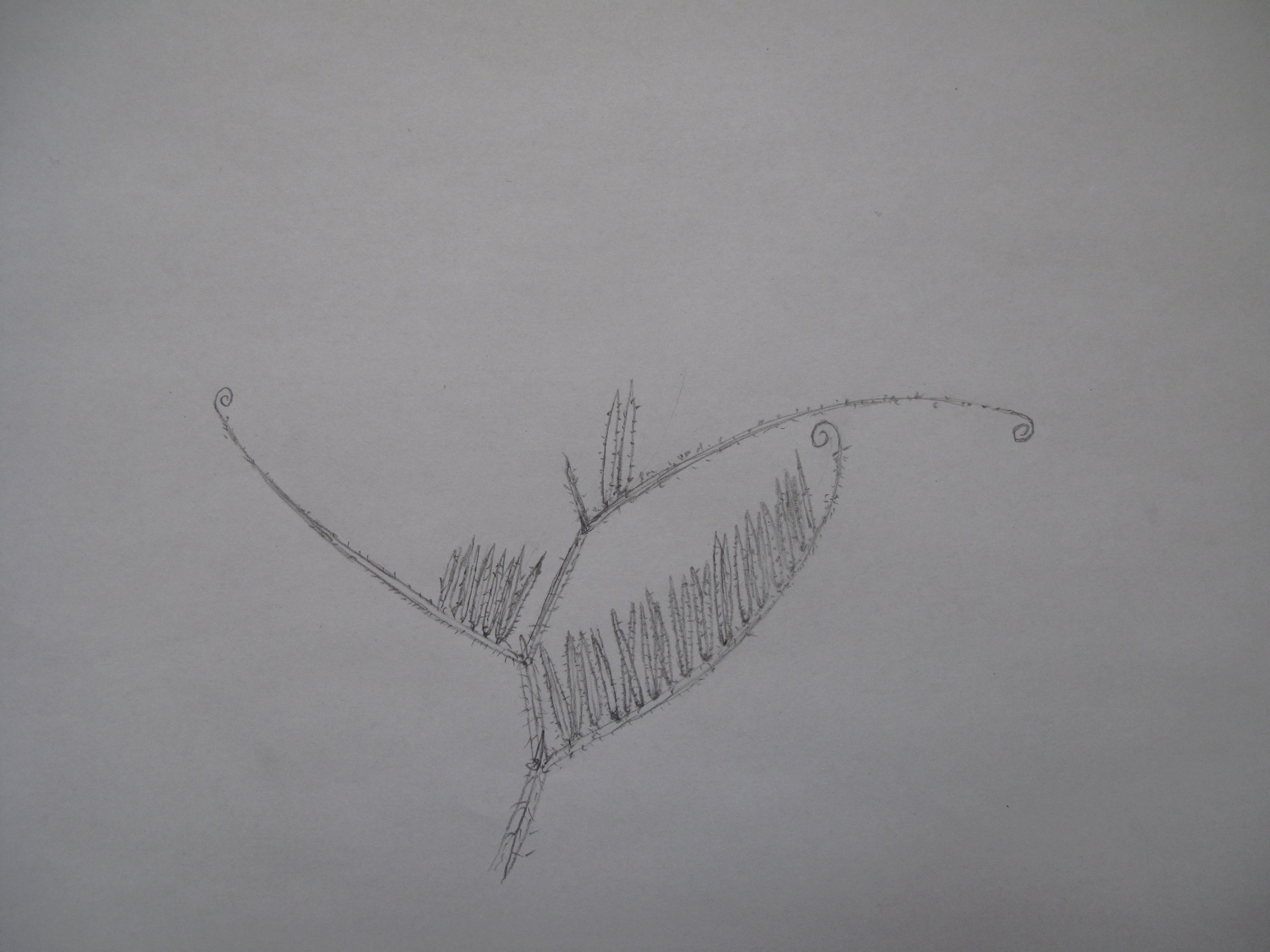